# Skórnik słoniniec
Skórnik słoniniec (Dermestes lardarius) – kosmopolityczny gatunek chrząszcza z rodziny skórnikowatych (Dermestidae). Pochodzi ze środkowej Europy, ale rozprzestrzenił się po całym świecie. W Polsce jest gatunkiem pospolitym.
Długość ciała tego chrząszcza dochodzi do 10 mm. Ciało owalne, spłaszczone, o pokrywach najczęściej pokrytych włoskami lub łuseczkami, tworzące na przedniej części pokryw szeroką, jaśniejszą przepaskę z wyraźnymi i ciemniejszymi plamami po każdej ze stron. 

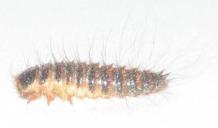
Larwa

Skórnik słoniniec występuje najczęściej w gospodarstwach domowych wśród przesuszonych resztek żywnościowych, gdzie znajdują się produkty pochodzenia zwierzęcego, tj. skóry, kości, suszone mięso, mączka rybna. Żeruje na martwych ssakach i ptakach. Występuje wśród składowisk z nasionami, szczególnie nasion oleistych, pośród wysuszonych kwiatów.
Larwa mocno owłosiona, brązowa z czarnym odcieniem. Potrafi przystosować się do życia w warunkach bez dostępu do wody. W tym przypadku korzysta z rozkładu tłuszczów zawartych w zdobytym pożywieniu. 
Chrząszcz ten jest zaliczany do szkodników. Potrafi zagnieździć się w szafie na ubrania, wśród futer, wyrządzając znaczne szkody.